# Aiboa
Aiboa – stacja metra w Bilbao, na linii 1. Obsługiwana przez Bizkaiko Garraio Partzuergoa. Znajduje się w gminie Getxo.